# ماری ویندسور
ماری ویندسور (انگلیسی: Marie Windsor؛ ‏ ۱۱ دسامبر ۱۹۱۹ – ۱۰ دسامبر ۲۰۰۰) هنرپیشه اهل ایالات متحده آمریکا بود. وی بین سال‌های ۱۹۴۱ تا ۱۹۹۱ میلادی فعالیت می‌کرد.
از فیلم‌ها و مجموعه‌های تلویزیونی‌ای که وی در آن نقش داشته است، می‌توان به یاغی‌ها، کشتن، نیروی اهریمن، جمعه عجیب و تک‌تیرانداز اشاره کرد.